# Świat pana trenera
Świat pana trenera (ang. Coach, 1989–1997) – amerykański serial telewizyjny nadawany przez stację ABC od 28 lutego 1989 roku do 14 maja 1997 roku. W Polsce emitowany był na kanale RTL7.

## Opis fabuły
Serial opowiada o perypetiach Haydena Foxa (Craig T. Nelson), który jest trenerem uniwersyteckiej drużyny amerykańskiej futbolu (Minnesota State University Screaming Eagles).

## Bohaterowie
- Hayden Fox – główny bohater serialu. Trener uniwersyteckiej drużyny amerykańskiej futbolu. Uwielbia jeść, spać i żyć futbolem.
- Christine Armstrong – partnerka Haydena.
- Luther Van Dam – współpracownik Haydena.
- Michael „Dauber” Dybinski – współpracownik Haydena.

## Obsada
- Craig T. Nelson jako Hayden Fox
- Shelley Fabares jako Christine Armstrong
- Jerry Van Dyke jako Luther Van Dam
- Bill Fagerbakke jako Michael „Dauber” Dybinski
- Clare Carey jako Kelly Fox
- Kris Kamm jako Stuart Rosebrock
- Kenneth Kimmins jako Howard Burleigh
- Katherine Helmond jako Doris Shelman